# Наропа
Наропа (на санскрит: Naḍapāda) е индийски будистки Ваджраяна учител-йогин, учен (на санскрит: пандит) и монах, ученик на Тилопа и според различни източници брат или тантричен партньор на Нигума.
Наропа е главният учител на Марпа, основателя на школата Кагю на тибетския будизъм.

## Биография
Роден е през 1016 г. във високопоставено семейство от кастата на брамините. От ранна възраст проявява независим характер и иска да се отдаде на учение и медитация. Покорен от желанието на родителите си, той склонява да се ожени за младо браминско момиче. След осем години семеен живот двамата решават да разтрогнат брака си и да приемат монашество. На 28 години Наропа влиза в будисткия университет Наланда, където изучава както Сутра, така и Тантра.
Бързо придобива славата на велик учен безпогрешен в изкуството на дебата. По онези времена правилата на дебата са били такива, че победеният автоматично става ученик на победителя. В крайна сметка той става „Пазител на Северната Порта“ – очевидно много отговорна длъжност, която Наропа носи успешно и в резултат Наланда има стотици нови ученици.
Според тибетската му духовна биография (намтар) веднъж докато изучавал будистки текст пред него се появила дакини под формата на грозна старица, която попитала Наропа дали разбира това, което чете. Наропа отвърнал, че разбира думите и тогава тя станала красива и млада и започнала щастливо да танцува. Тогава той добавил, че разбира и смисъла, но дакини отново станала стара и грозна и избухнала в плач. Тя казала на Наропа, че е голям учен и голям лъжец, защото само брат ѝ Тилопа разбира смисъла на учението. Като чул само името му Наропа се изпълва с интензивно чувство на отдаденост и разбира, че ако иска пълна реализация ще му трябва учител. Той напуска поста си в Наланда и се отправя в търсене на Тилопа. Процесът на търсене съдържа дванадесет малки трудности да намери учителя си, които представляват скрити поучения по пътя към просветлението. Когато най-накрая открива Тилопа ученето и практиката са съпроводени с преминаването през други дванадесет, този път големи трудности. Когато обаче преминава и през тях след дванадесет години служба на своя гуру следва кулминацията на пълната реализация на Махамудра.
По-късно Наропа остава да живее в Пулахари, където остава до края на живота си през 1100 г.

## Наследство
Наропа е забележителен с доверието и отдадеността към своя учител, което според биографията му го прави и способен да постигне просветление в един живот. Той е известен като част от „Златната Гирлянда“ – държател на Ваджраяна линията Кагю, а също и велик учен. Систематизира и предава свързваните с неговото име практики Шест Йоги на Наропа, които с помощта на квалифициран и автентичен учител водят до бързо просветление.
Наропа е един от 84-те махасидхи или реализирани Ваджраяна учители на Индия.